# 伊東進之輔
伊東 進之輔（いとう しんのすけ、2003年4月18日 - ）は、大阪府出身のサッカー選手。JFL・ヴィアティン三重所属。ポジションはDF

## 略歴
静岡学園高校では後にプロ入りする玄理吾、古川陽介、川谷凪らとプレー。3年時には全国高等学校サッカー選手権大会に出場した。
2022年、ギラヴァンツ北九州に加入。
2023年にJ3リーグ戦初出場を果たすが、公式戦出場機会はその1試合にとどまり、同年8月22日、中国サッカーリーグ福山シティFCへ育成型期限付き移籍となる。10月1日、中国サッカーリーグ第4節対NTN岡山サッカー部戦で移籍後初の公式戦ベンチ入り、ハーフタイム明けの後半0分から初出場を果たしたが、同シーズンの福山の公式戦におけるベンチ入りおよび試合出場はこの試合のみとなり、福山がリーグ優勝し進出した全国地域サッカーチャンピオンズリーグ20236試合でもベンチ入りを果たせず、シーズン終了とともに移籍期間満了で北九州へ復帰となる。2024年は公式戦計5試合の出場にとどまり、同シーズン一杯で契約満了となる。
2025年、ヴィアティン三重に完全移籍。

## 所属クラブ
- 千里丘FCアカデミー
- 千里丘FC
- 静岡学園高校
- 2022年 - 2024年  ギラヴァンツ北九州
  - 2023年8月 - 2024年1月  福山シティFC（育成型期限付き移籍）
- 2025年 - ヴィアティン三重

## 個人成績
| 国内大会個人成績 | 国内大会個人成績 | 国内大会個人成績 | 国内大会個人成績 | 国内大会個人成績                     | 国内大会個人成績 | 国内大会個人成績 | 国内大会個人成績 | 国内大会個人成績 | 国内大会個人成績 | 国内大会個人成績 | 国内大会個人成績 |
| 年度             | クラブ           | 背番号           | リーグ           | リーグ戦                             | リーグ戦         | リーグ杯         | リーグ杯         | オープン杯       | オープン杯       | 期間通算         | 期間通算         |
| 年度             | クラブ           | 背番号           | リーグ           | 出場                                 | 得点             | 出場             | 得点             | 出場             | 得点             | 出場             | 得点             |
| 日本             | 日本             | 日本             | 日本             | リーグ戦                             | リーグ戦         | リーグ杯         | リーグ杯         | 天皇杯           | 天皇杯           | 期間通算         | 期間通算         |
| ---------------- | ---------------- | ---------------- | ---------------- | ------------------------------------ | ---------------- | ---------------- | ---------------- | ---------------- | ---------------- | ---------------- | ---------------- |
| 2022             | 北九州           | 3                | J3               | 0                                    | 0                | -                | -                | 0                | 0                | 0                | 0                |
| 2023             | 北九州           | 3                | J3               | 1                                    | 0                | -                | -                | 0                | 0                | 1                | 0                |
| 2023             | 福山             | 24               | 中国             | 1                                    | 0                | -                | -                | -                | -                | 1                | 0                |
| 2024             | 北九州           | 3                | J3               | 2                                    | 0                | 1                | 0                | 2                | 0                | 5                | 0                |
| 2025             | 三重             | 22               | JFL              |                                      |                  | -                | -                |                  |                  |                  |                  |
| 通算             | 日本             | 日本             | J3               | 3                                    | 0                | 1                | 0                | 2                | 0                | 6                | 0                |
| 通算             | 日本             | 日本             | JFL              | \|\|\|\|colspan=2\|-\|\|\|\|\|\|\|\| |                  |                  |                  |                  |                  |                  |                  |
| 通算             | 日本             | 日本             | 中国             | 1                                    | 0                | -                | -                | 0                | 0                | 1                | 0                |
| 総通算           | 総通算           | 総通算           | 総通算           | 4                                    | 0                | 1                | 0                | 2                | 0                | 7                | 0                |

- Jリーグ初出場 - 2023年7月8日 J3リーグ第17節 対いわてグルージャ盛岡戦（いわぎんスタジアム）